# Liste des hôtels de région de France
Cet article recense les hôtels de région de France, c'est-à-dire les édifices hébergeant les conseils régionaux. Le 1er janvier 2016, certaines régions ont fusionné, entrainant la désaffectation programmée des édifices des villes n'abritant pas le siège des régions nouvellement créées.

## Régions actuelles
Selon l’article 2 de la loi no 2015-29 du 16 janvier 2015, les chefs-lieux provisoires des nouvelles régions (services de l'État) sont désignés par décret avant le 31 décembre 2015, après avis des conseils municipaux et des conseils régionaux concernés et les chefs-lieux définitifs par un décret pris en Conseil d’État avant le 31 octobre 2016. Par exception, Strasbourg est désigné par la loi comme étant le chef-lieu de la région Alsace-Champagne-Ardenne-Lorraine. Les emplacements des hôtels de région doivent être fixés par une résolution des conseils régionaux prises avant le 1er juillet 2016.
| Édifice                       | Ville                | Région                                                 | Coordonnées                         | Illus. |
| ----------------------------- | -------------------- | ------------------------------------------------------ | ----------------------------------- | ------ |
| Hôtel de région               | Strasbourg           | Grand-Est                                              | 48° 35′ 56″ nord, 7° 45′ 36″ est    |        |
| Hôtel de région               | Bordeaux             | Nouvelle-Aquitaine                                     | 44° 50′ 12″ nord, 0° 35′ 20″ ouest  |        |
| Hôtel de région               | Besançon             | Bourgogne-Franche-Comté                                | 47° 14′ 05″ nord, 6° 01′ 50″ est    |        |
| Hôtel de Courcy               | Rennes               | Bretagne                                               | 48° 06′ 46″ nord, 1° 40′ 24″ ouest  |        |
| Hôtel de région               | Orléans              | Centre-Val de Loire                                    | 47° 54′ 04″ nord, 1° 54′ 35″ est    |        |
| Grand Hôtel Continental       | Ajaccio              | Corse (Collectivité territoriale à statut particulier) | 41° 55′ 07″ nord, 8° 43′ 58″ est    |        |
| Hôtel de région               | Basse-Terre          | Guadeloupe                                             |                                     |        |
| Cité administrative régionale | Cayenne              | Guyane (Collectivité territoriale unique)              |                                     |        |
| Ancienne abbaye aux Dames     | Caen                 | Normandie                                              | 49° 11′ 12″ nord, 0° 21′ 09″ ouest  |        |
| Hôtel de région               | Saint-Ouen-sur-Seine | Île-de-France                                          | 48° 51′ 08″ nord, 2° 19′ 04″ est    |        |
| Hôtel de région               | Fort-de-France       | Martinique (Collectivité territoriale unique)          | 14° 37′ 02″ nord, 61° 04′ 43″ ouest |        |
| Hôtel de région               | Toulouse             | Occitanie                                              | 43° 35′ 21″ nord, 1° 26′ 28″ est    |        |
| Hôtel de région               | Lille                | Hauts-de-France                                        | 50° 37′ 47″ nord, 3° 04′ 43″ est    |        |
| Hôtel de région               | Nantes               | Pays de la Loire                                       | 47° 12′ 41″ nord, 1° 31′ 30″ ouest  |        |
| Hôtel de région               | Marseille            | Provence-Alpes-Côte d'Azur                             | 43° 18′ 05″ nord, 5° 22′ 25″ est    |        |
| Hôtel de région               | Saint-Denis          | Réunion                                                | 20° 54′ 12″ sud, 55° 29′ 14″ est    |        |
| Hôtel de région               | Lyon                 | Auvergne-Rhône-Alpes                                   | 45° 44′ 25″ nord, 4° 49′ 11″ est    |        |

## Anciennes régions
| Édifice                       | Ville                | Région               | Coordonnées                      | Illus. |
| ----------------------------- | -------------------- | -------------------- | -------------------------------- | ------ |
| Hôtel de région               | Chamalières          | Auvergne             | 45° 46′ 32″ nord, 3° 03′ 44″ est |        |
| Hôtel de région               | Châlons-en-Champagne | Champagne-Ardenne    | 48° 57′ 07″ nord, 4° 22′ 14″ est |        |
| Hôtel de région               | Dijon                | Bourgogne            | 47° 19′ 33″ nord, 5° 02′ 30″ est |        |
| Hôtel de région               | Montpellier          | Languedoc-Roussillon | 43° 36′ 27″ nord, 3° 53′ 52″ est |        |
| Hôtel de région               | Limoges              | Limousin             | 45° 49′ 42″ nord, 1° 15′ 50″ est |        |
| Ancienne abbaye Saint-Clément | Metz                 | Lorraine             | 49° 07′ 29″ nord, 6° 10′ 33″ est |        |
| Caserne Jeanne d'Arc          | Rouen                | Haute-Normandie      | 49° 26′ 15″ nord, 1° 06′ 13″ est |        |
| Hôtel de région               | Amiens               | Picardie             | 49° 53′ 21″ nord, 2° 17′ 47″ est |        |
| Hôtel de région               | Poitiers             | Poitou-Charentes     | 46° 34′ 50″ nord, 0° 20′ 34″ est |        |